# Bukowiec (gromada w powiecie nowotomyskim)
Bukowiec – dawna gromada, czyli najmniejsza jednostka podziału terytorialnego Polskiej Rzeczypospolitej Ludowej w latach 1954–1972.
Gromady, z gromadzkimi radami narodowymi (GRN) jako organami władzy najniższego stopnia na wsi, funkcjonowały od reformy reorganizującej administrację wiejską przeprowadzonej jesienią 1954 do momentu ich zniesienia z dniem 1 stycznia 1973, tym samym wypierając organizację gminną w latach 1954–1972.
Gromadę Bukowiec z siedzibą GRN w Bukowcu utworzono – jako jedną z 8759 gromad na obszarze Polski – w powiecie nowotomyskim w woj. poznańskim, na mocy uchwały nr 30/54 WRN w Poznaniu z dnia 5 października 1954. W skład jednostki weszły obszary dotychczasowych gromad: Bukowiec i Sątopy ze zniesionej gminy Nowy Tomyśl, Białawieś ze zniesionej gminy Grodzisk Wlkp. oraz Dąbrowa ze zniesionej gminy Kuślin w tymże powiecie. Dla gromady ustalono 22 członków gromadzkiej rady narodowej.
29 lutego 1956 z gromady Bukowiec wyłączono miejscowość Białawieś, włączając ją do gromady Słocin w tymże powiecie.
1 stycznia 1959 do gromady Bukowiec włączono miejscowość Róża Nowa z gromady Wąsowo w tymże powiecie.
31 grudnia 1971 gromadę zniesiono, a jej obszar włączono do gromad: Kuślin (miejscowość Dąbrowa), Nowy Tomyśl (miejscowości Bukowiec, Róża Nowa i Sątopy) i nowo utworzonej Opalenica (miejscowości Bukowiec Stary i Porażyn-stacja) w tymże powiecie.